# Stefano Gabellini
Stefano Gabellini (ur. 18 kwietnia 1965 roku w Pesaro) – włoski kierowca wyścigowy.

## Kariera
Gabellini rozpoczął karierę w międzynarodowych wyścigach samochodowych w 1995 roku od startów w Campionato Italiano Velocita Turismo, gdzie jednak nie zdobywał punktów. W późniejszych latach Włoch pojawiał się także w stawce Italian Super Touring Car Championship, Sports Racing World Cup, European Super Touring Cup, European Super Touring Championship, Italian Super Production Car Championship, Italian GT Championship, ADAC GT Masters, Superstars Championship Italy, Superstars International Series, Trofeo Maserati World Series oraz NASCAR Whelen Euro Series.